# 阿倫施泰因行政区

阿倫施泰因行政区以紅色表示

53°45′N 20°30′E / 53.75°N 20.5°E
阿倫施泰因行政区（德語：Regierungsbezirk Allenstein）是1905年至1945年普鲁士东普鲁士省的一个行政区。地区首府是阿倫施泰因（今奥尔什丁）。今天該區域是波兰瓦爾米亞-馬祖里省的一部分。
阿倫施泰因行政区于1905年11月1日成立，分割自1815年成立的两个原始行政区——貢賓嫩和哥尼斯堡行政區，作為东普鲁士南部的第三個行政区。它包括前普鲁士公国的南部；阿倫施泰因和勒瑟爾地区的土地曾属于瓦爾米亞親王主教辖区，于1772年被普鲁士吞并。1920年，东普鲁士公民投票中，所有阿倫施泰因地区加上奧列茨克（Oletzko）是阿倫施泰因公民投票选区的一部分，在1920年的東普魯士公投中，超过97%的选民投票支持留在德国。
1945年，根据波茨坦会议的决议，东普鲁士被波兰人民共和国和苏联（加里宁格勒州）瓜分，阿伦施泰因行政区被解散。